# Noccaea papillosa
Noccaea papillosa är en korsblommig växtart som först beskrevs av Pierre Edmond Boissier, och fick sitt nu gällande namn av Friedrich Karl Meyer. Noccaea papillosa ingår i släktet backskärvfrön, och familjen korsblommiga växter. Inga underarter finns listade i Catalogue of Life.